# Baladas en Español
Baladas en Español  — альбом шведской поп-рок-группы Roxette, вышедший 2 декабря 1996 года.

## Об альбоме
На Baladas en Español группа исполняет некоторые свои баллады на испанском языке. Для этого, «новый вокал» был записан в 1996 году в Стокгольме на EMI Studios.
Были использованы оригинальные записи песен, но они были слегка ре-миксованы чтобы лучше подходить под новые тексты, которые были переписаны и адаптированы на испанский язык Луисом Эсколаром.

## Список композиций
| №                   | Название                        | Английский эквивалент      | Длительность |
| ------------------- | ------------------------------- | -------------------------- | ------------ |
| 1.                  | «Un Día Sin Tí»                 | «Spending My Time»         | 4:38         |
| 2.                  | ««Crash! Boom! Bang!»»          |                            | 4:26         |
| 3.                  | «Directamente a Ti»             | «Run to You»               | 3:30         |
| 4.                  | «No Sé Si Es Amor»              | «It Must Have Been Love»   | 4:41         |
| 5.                  | «Cuánto Lo Siento»              | «I’m Sorry»                | 3:13         |
| 6.                  | «Tímida»                        | «Vulnerable»               | 4:44         |
| 7.                  | «Habla el Corazón»              | «Listen to Your Heart»     | 5:09         |
| 8.                  | «Como la Lluvia en el Cristal»  | «Watercolours in the Rain» | 3:42         |
| 9.                  | «Soy una Mujer»                 | «Fading Like a Flower»     | 3:45         |
| 10.                 | «Quiero Ser Como Tú»            | «I Don’t Want to Get Hurt» | 4:16         |
| 11.                 | «Una Reina Va Detrás de un Rey» | «Queen of Rain»            | 4:51         |
| 12.                 | «El Día Del Amor»               | «Perfect Day»              | 3:55         |
| Общая длительность: | Общая длительность:             | Общая длительность:        | 51:50        |

## Синглы
- Un Día Sin Ti (29 октября 1996 — Нидерланды, США, Мексика)
  1. Un Día Sin Ti (Spending My Time)
  2. Timida (Vulnerable)
- No Se Si Es Amor (28 января 1997 — Нидерланды, Бразилия, Мексика)
  1. No Se Si Es Amor (It Must Have Been Love)
  2. Directamente A Ti (Run to You)
- Soy Una Mujer (июль 1997 — Мексика)
  1. Soy una Mujer (Fading Like a Flower)

## Участники записи
Roxette:
- Мари Фредрикссон — вокал
- Пер Гессле — вокал

Аккомпанирующий состав:
- Пелле Альсинг — ударные
- Андерс Херрлин — бас
- Йонас Исааксон — электро и акустические гитары
- Кристер Йанссон — ударные
- Матс МП Перссон — электро и акустические гитары
- Кларенс Эверман — клавишные
- Шель Оохман — аккордеон